# Pteromicra similis
Pteromicra similis är en tvåvingeart som beskrevs av Steyskal 1954. Pteromicra similis ingår i släktet Pteromicra och familjen kärrflugor. Inga underarter finns listade i Catalogue of Life.